# Sonic, a sündisznó 3.
A Sonic, a sündisznó 3. (eredeti cím: Sonic the Hedgehog 3) 2024-ben bemutatott amerikai–japán akció-kalandfilm, a Sonic, a sündisznó 2. című film és a Knuckles sorozat folytatása. A filmek a Sega Sonic the Hedgehog videójáték-sorozata alapján készültek. A forgatókönyvet Pat Casey, Josh Miller és John Whittington írta. A főbb szerepekben Ben Schwartz, James Marsden, Tika Sumpter, Jim Carrey, Colleen O'Shaughnessey, Idris Elba, Keanu Reeves és Lee Majdoub látható, illetve hallható.
Az Amerikai Egyesült Államokban 2024. december 20-án a Paramount Pictures, míg Magyarországon 6 nappal később, december 26-án a UIP-Dunafilm forgalmazásában mutatták be a mozikban.

## Cselekmény
A Börtönsziget nevű szigeten Shadow, a sündisznót a Planetáris Járőr Unió (PJU) figyeli, aki még mindig sztázisban van. A sziget rendszereit azonban szabotálják, és Shadow kiszabadul. Átverekszi magát az őrökön, majd Tokió felé menekül, hogy bosszút álljon, ugyanis 50 évvel ezelőtt a PJU hibájából egy baleset következtében meghalt Maria Robotnyik, akit Shadow a legjobb barátjának tartott. Eközben Sonic, Tails, Knuckles, valamint Tom és Maddie Wachowski egy partit ünnepelnek annak a napnak az évfordulója alkalmából, amikor Sonic először jött a Földre. Este meglátogatja őket Rockwell, a PJU igazgatója, aki utasítja Sonicot, Tails-t és Knucklest, mint a Sonic osztag, hogy repüljenek Tokióba és keressék meg Shadowt.
A hármas ott megtalálja őt, de Shadow könnyen legyőzi őket. A Sonic csapat ezután találkozik Walters parancsnokkal, de meglepő módon Dr. Robotnyik drónjai megtámadják őket. Mielőtt Walters meghal, átad Sonicnak egy kulcsot, hogy őrizze meg. A hármast Stone ügynök menti meg, aki megerősíti, hogy a drónokat nem Dr. Ivo Robotnyik küldte. Dr. Robotnyik segítségével megtalálnak egy elhagyatott PJU bázist, ahol Sonicot, Tails-t, Knuckles-t és Stone ügynököt egyenként elfogja Shadow. Dr. Robotnyik viszont megtalálja rég elveszett nagyapját, Gerald Robotnyik professzort. Elmagyarázza neki, hogy egykoron ő épített a PJÚ számára egy fegyvert, a Csillagölő ágyú. Ezt két különleges kulcs segítségével kellene aktiválni. Shadow elveszi a kulcsot Tails-től, és felrobbant egy gránátot, amely egy fekete lyukat hoz létre. Szerencsére a Sonic-csapat az utolsó pillanatban el tud menekülni.
Hazatérnek, ahol elmagyarázzák a helyzetet Tomnak és Maddie-nek, akik hajlandóak segíteni nekik. A Londoni küldetés során mindhármukat meglepi a Robotnyik család és Shadow is, aki megsebesíti Tomot. Sonic bosszúra szomjazva ellopja Wade-től a Mester Smaragdot, és Szuper-Sonikká változik, Tails-t és Knuckles-t pedig hátrahagyja, miközben az Csillagölő ágyú felemelkedik. Szuper Sonic képes megtalálni Shadowt, és harc tör ki, amit Sonic megnyer, annak ellenére, hogy Shadow maga átalakul Szuper Shadowvá. Megdöbbenve azon, amit tett, Sonic elengedi a bosszúját, és elmagyarázza Shadownak, hogy Sonic pedig elvesztette nevelőanyját, Hosszúkarmot, és hogy a bosszú nem megoldás. Gerald ugyanakkor elmondja unokájának, el akarja pusztítani a Földet, büntetésül azért, mert az emberiség egyszer elvette tőle Mariát. Harc alakul ki kettejük között, amit Ivo, Tails és Knuckles segítségével megnyer, és véget vet Gerald életének. Szuper Sonic-kal és Szuper Shadow-val együtt sikerül eltéríteniük az Csillagölő ágyút a Holdra, amely így kettészakad. Az ágyú azonban azzal veszélyeztet, hogy felrobban, amikor Sonic a Föld felé zuhan. Tails és Knuckles meg tudja menteni Sonicot, míg Shadow és Dr. Robotnyik feláldozzák magukat, hogy kilökjék az ágyút a Föld légköréből. Sonic, Tails és Knuckles együtt ünneplik a győzelmet Maddie-vel és Tommal, akik túlélték a londoni incidenst.
Egy stáblista közepén játszódó jelenetben Sonicot megtámadja egy csapat Metál Sonic, de az utolsó pillanatban Amy Rose megmenti. A stáblista utáni jelenetben viszont kiderül, hogy Shadow valójában túlélte.

## Szereplők
| Szereplő                       | Színész                | Magyar hang            | Leírás |
| ------------------------------ | ---------------------- | ---------------------- | --- |
| Dr. Ivo „Tojásfej” Robotnyik   | Jim Carrey             | Kerekes József         | Egy 300-as IQ-val rendelkező őrült tudós és feltaláló, Sonic legfőbb ellensége.                                                      |
| Gerald Robotnyik               | Jim Carrey             | Kerekes József         | Ivo és Maria nagyapja, és a Shadow projekt vezetője.                                                                                 |
| Thomas „Tom” Michael Wachowski | James Marsden          | Miller Zoltán          | Green Hills seriffje, Sonic, Tails és Knuckles nevelőapja.                                                                           |
| Maddie Wachowski               | Tika Sumpter           | Bogdányi Titanilla     | Tom állatorvos felesége, Sonic, Tails és Knuckles nevelőanyja.                                                                       |
| Stone ügynök                   | Lee Majdoub            | Varga Gábor            | Robotnyik asszisztense. |
| Rockwell igazgató              | Krysten Ritter         | Németh Borbála         | A PJU katonai szervezet magas rangú tisztje.                                                                                         |
| Rachel                         | Natasha Rothwell       | Kokas Piroska          | Maddie nővére, akit Maddie álcaként használja hogy bejusson a PJU főhadiszállásra.                                                   |
| Randall Handel                 | Shemar Moore           | Dévai Balázs           | PJU ügynök és Rachel férje, akit Tom álcaként használja hogy bejusson a PJU főhadiszállásra.                                         |
| Wade Whipple                   | Adam Pally             | Bozsó Péter            | Green Hills csekély értelmű seriff-helyettese.                                                                                       |
| Maria Robotnyik                | Alyla Browne           | Hegedűs Johanna        | Shadow legjobb barátja, Dr. Robotnyik unokatestvére és Gerald unokája.                                                               |
| Walters parancsnok             | Tom Butler             | Barbinek Péter         | Az Amerikai Egyesült Államok Védelmi Minisztériumának alelnöke, később a Planetáris Járőr Unió (röviden: PJU) alapítója és vezetője. |
| Walters parancsnok             | James Wolk (fiatalon)  | Horváth-Töreki Gergely | Az Amerikai Egyesült Államok Védelmi Minisztériumának alelnöke, később a Planetáris Járőr Unió (röviden: PJU) alapítója és vezetője. |
| Kyle Lancebottom               | Jorma Taccone          | Hamvas Dániel          | A PJU ügynöke a Börtönszigeten, aki Shadow-t felügyelte.                                                                             |
| Gabriella                      | Sofia Pernas           | TBA                    | Szereplők egy teleregényből, amit Ivo néz.                                                                                           |
| Pablo                          | Cristo Fernández       | Welker Gábor           | Szereplők egy teleregényből, amit Ivo néz.                                                                                           |
| Juan                           | Cristo Fernández       | Welker Gábor           | Szereplők egy teleregényből, amit Ivo néz.                                                                                           |
| Szereplő                       | Eredeti hang           | Magyar hang            | Leírás |
| Sonic, a sündisznó             | Ben Schwartz           | Szabó Máté             | Egy hősies, de túlságosan magabiztos antropomorf kék sündisznó, aki szuperszonikus sebességgel tud futni.                            |
| Shadow, a sündisznó            | Keanu Reeves           | László Zsolt           | Egy antropomorf, vörös csíkos, fekete sündisznó, amely a Shadow projekt nevű titkos kormányzati program része volt.                  |
| Miles „Tails” Prower           | Colleen O'Shaughnessey | Ágoston Katalin        | Egy antropomorf sárga róka, aki két farkával képes repülni. Tails szerény zseni, aki különféle kütyüket talál fel.                   |
| Knuckles, a hangyászsün        | Idris Elba             | Schneider Zoltán       | Egy antropomorf piros hangyászsün harcos szuper erővel. Komoly, agresszív és heves indulatú, de erős a becsületérzete.               |
| Amy Rose                       | Nem szólal meg         | Nem szólal meg         | Egy antropomorf rózsaszín sündisznó, aki a stáblistás jelenetekben tűnik fel. Szerelmes Sonicba, és van egy varázserejű kalapácsa.   |
| Metál Sonic                    | Nem szólal meg         | Nem szólal meg         | Dr. Robotnyik találmánya, egy gonosz robot, ami úgy néz ki, mint Sonic, és legfőbb feladata a sündisznó elpusztítása.                |

## A film készítése

### Előkészületek
2022 februárjában a Sega Sammy Group és a Paramount Pictures a Sonic, a sündisznó 2. után egy harmadik Sonic, a sündisznó–filmet kezdett kidolgozni. A filmet hivatalosan a ViacomCBS befektetői rendezvényén jelentették be, amelyen a korábbi filmek stábjának nagy része szerepelt. A filmmel egyidejűleg készült egy sorozat is a Paramount+ számára, amelyben a Sonic, a sündisznó 2.-ben feltűnt Knuckles, a hangyászsün lett a főszereplője. A sorozat Knuckles címen jelent meg.

### Szereposztás
2022 áprilisában a filmekben Dr. Robotnyikot alakító Jim Carrey bejelentette, hogy fontolgatja a színészettől való visszavonulását. Ezzel kapcsolatban Neal H. Moritz és Toby Ascher producerek kijelentették: Robotnyik szerepére semmilyen folytatásban nem fognak új színészt keresni, amennyiben Carrey visszavonul. Mindazonáltal reményüket fejezték ki, miszerint sikerül egy elég jó forgatókönyvet kidolgozniuk ahhoz, hogy Carrey ismét elvállalja a szerepet. 2024 februárjában a stúdió megerősítette, hogy Carrey visszatér a folytatásban, valamint Krysten Ritter, Alyla Browne, James Wolk, Sofia Pernas, Cristo Fernández és Jorma Taccone is csatlakozott a produkcióhoz.

### Forgatás
A forgatás 2023. augusztus 31-én kezdődött Londonban. A 2023-as színészi sztrájk miatt először a színészek nélküli jeleneteket forgatták. A forgatás az angliai Surrey megyében lévő Farnhamben kezdődött.

### Vizuális effektusok és animáció
A Sonic, a sündisznó 3. vizuális effektusait és animációit a Sega Marza Animation Planet és a Moving Picture Company biztosítja, melyek korábban az előző két filmen is dolgoztak.

### Zene
Tom Holkenborg, aki az első két Sonic-film zenéjét csinálta, visszatért a Sonic, a sündisznó 3 zenéjéhez, és 2024 júliusára befejezte a munkát. 2023 decemberében a Crush 40 énekese, Johnny Gioeli elmondta, hogy tárgyalások folytak a Sonic Adventure 2 főcímdalának, a Live & Learn-nek a beillesztéséről. 2024 februárjában Gioeli megerősítette, hogy a Live & Learn szerepel majd a filmben. Jelly Roll 2024. november 21-én adta ki a filmhez készült kislemezt Run It címmel. A filmben szerepel a Neon című dal is a japán One Ok Rock rockegyüttestől, akik korábban a 2022-es Sonic Frontiers játék zenéjéhez is hozzájárultak.